# コスタ・コンコルディア
コスタ・コンコルディア (Costa Concordia, MS Costa Concordia) は、コスタ・クルーズが運航していたクルーズ客船である。地中海を航行中であった2012年1月13日、ティレニア海で座礁・転覆事故を起こした。

## 概要
コスタ・フォーチュナ級の全長を延ばした拡大改良型でカーニバル・クルーズ・ラインのコンクェスト級（cf. カーニバル・コンクェスト）とほぼ同型となるコンコルディア級の1番船として、2006年6月30日、イタリアのフィンカンティエリ社のセストリ・ポネンテ工場で竣工した。船価は5億6,500万ドル（当時の日本円で約650億円）。同年7月7日にチヴィタヴェッキアで行われた命名式にて、ファッションモデルで女優のエヴァ・ハーツィゴヴァによって命名され、同月9日より地中海西部の航路に就航した。
2012年1月13日、ティレニア海に浮かぶジリオ島の浅瀬に乗り上げた本船は座礁し、浸水・転覆して多数の死傷者を出した（後述）。
船体の撤去は米タイタン・サルベージと伊ミコペリの2社が担当、2013年9月17日には座礁､転覆した船体を引き起こす作業が行われた。その後、両舷に箱状のタンクを接合し、2014年7月22日にジェノバ港まで曳航され解体される予定。1990年代以降、次々と建造された大型クルーズ客船の中では初の解体対象となるため、客船の解体作業としては史上最大規模となる。

## 事故

### 2008年
2008年11月22日、シチリア島のパレルモにあるパレルモ港でドック入りしていた最中、スコールに伴う突風に煽られてドックの側面に接触し、船首側面に穴が開くなどの被害を受けた。けが人はなかった。

### 2012年
2012年1月13日（金曜日）20時頃（現地時間［UTC+1］）、乗客と乗員約4,230人を乗せてトスカーナ州の西に広がるティレニア海に浮かぶジリオ島（イーゾラ・デル・ジリオ）のジリオ港沖 500 m地点（北緯42度21分53秒、東経10度55分16秒。■右列中段の地図と座標も参照）を航行していたところ、浅瀬に乗り上げて座礁し、著しく損傷した船底から浸水、やがて転覆（横転）した。17日時点で乗客10人と乗員1人の死亡が確認され、行方不明者は乗客25人と乗組員4人の計29人となった。

## 船内設備
船内には、サムサラ・スパと呼ばれる客船に設置された中では最大の約2,000m2のウェルネス・センターや、スライド式ガラス屋根を持つプール・エリア二箇所などを備えている。

### デッキ名
- デッキ1　オランダ (Olanda)
- デッキ2　ズベツィア (Svezia)
- デッキ3　ベルジオ (Belgio)
- デッキ4　グレーチア (Grecia)
- デッキ5　イタリア (Italia)
- デッキ6　グランブリターニャ (Gran Bretagna)
- デッキ7　イランダ (Irlanda)
- デッキ8　ポルトガッロ (Portogallo)
- デッキ9　フランチア (Francia)
- デッキ10　ジェルマニア (Germania)
- デッキ11　スパーニャ (Spagna)
- デッキ12　アウストリア (Austria)
- デッキ14　ポローニア (Polonia)

### 施設一覧
- シアター
- カードルーム
- カジノ
- ディスコ
- インターネット
- 図書室
- フィットネスセンター
- テニスコート
- ジョギングトラック
- スパ
- エステ
- ジャグジー
- プール
- 子供用プレイルーム
- ゲームセンター
- 礼拝堂

## 客室

### スイート
- サムサラスイート
- サムサラミニスイート
- グランドスイート
- スイート
- ミニスイート

### 内側客室
- 内側シングル
- 内側ツイン (l1)
- 内側ツイン (l2)
- 内側ツイン (l3)
- 内側ツイン (l4)
- 内側ツイン (l5)
- サムサラツイン

### 海側客室
- 海側シングル
- 海側ツイン (B1)
- 海側ツイン (B2)
- 海側ツイン (B3)
- 海側ツイン (B4)
- 海側ツイン (B5)
- 海側ツイン (B6)
- 海側ツイン (E1)
- 海側ツイン (E2)
- サムサラツイン (SO)
- サムサラツイン (SB)

## 同型船
コンコルディア級クルーズ客船 (Concordia class cruise ship)
- 2番船 「コスタ・セレーナ (Costa Serena)」

2007年5月15日竣工。
- 3番船 「コスタ・パシフィカ (Costa Pacifica)」

2009年5月29日竣工。
- 4番船 「コスタ・ファヴォロサ (Costa Favolosa)」

2011年6月30日竣工。
- 5番船 「コスタ・ファシノサ (Costa Fascinosa)」

2012年5月5日竣工。